# Claude Gabard
Claude Gabard (Marçay, 30 d'octubre de 1935 - Poitiers, 28 d'agost de 2015) va ser un ciclista francès, que fou professional des del 1963 al 1964.
És fill del també ciclista Albert Gabard.

## Palmarès
- 1960
  - 1r al Gran Premi de Montamisé
- 1962
  - Vencedor al GP des Foires d'Orval
- 1963
  - 3r al Tour de Loir i Cher